# Stephan Sinding

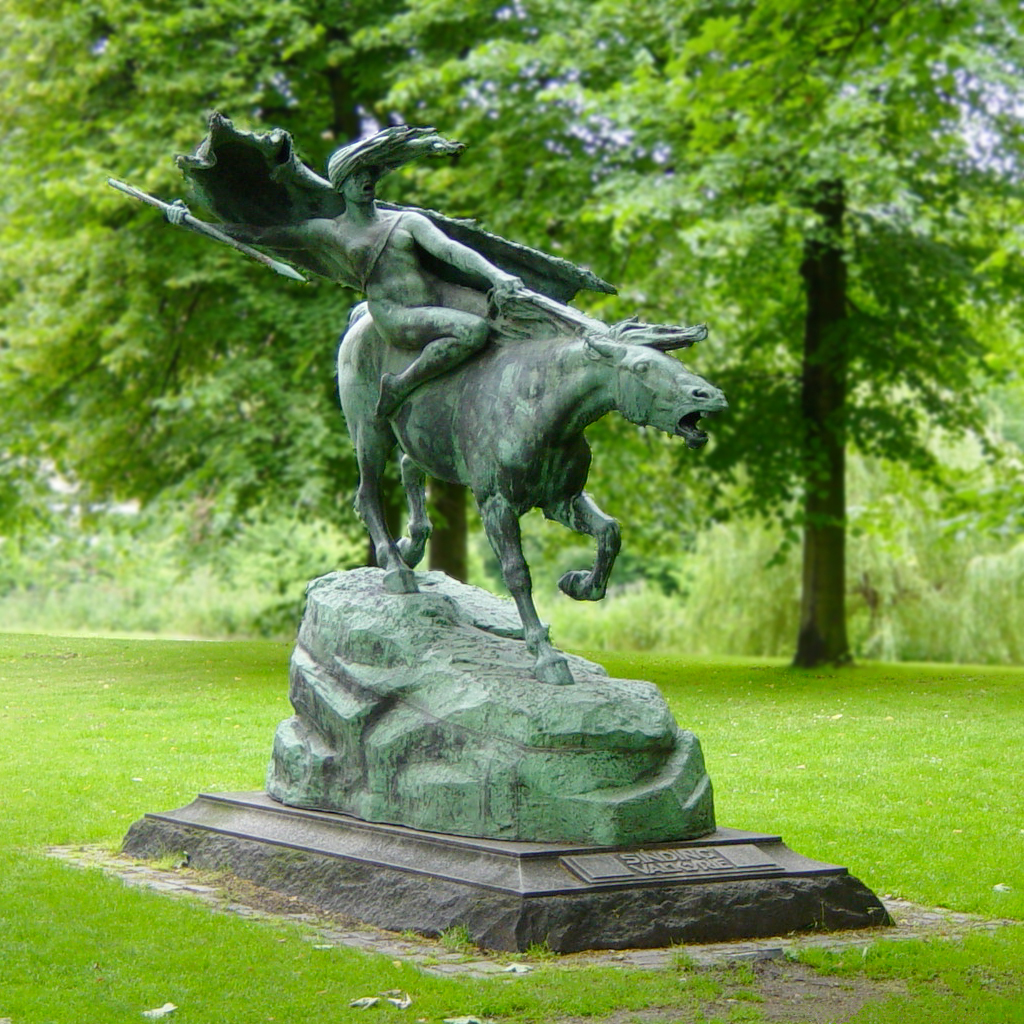
Walkure (1908) in Kopenhagen

Stephan Abel Sinding (Trondheim, 4 augustus 1846 – Parijs, 23 januari 1922), was een Noors-Deense beeldhouwer.

## Leven en werk
Stephan Sinding was de oudere broer van de Noorse componist Christian Sinding (1856-1941). Hij studeerde filosofie en rechten in Christiana (thans Oslo), voltooide de studie zelfs, maar nam reeds teken- en beeldhouwles aan de Kongelige Tegneskole bij Julius Middelthun .
Vanaf 1871 zette hij zijn beeldhouwopleiding voort bij Albert Wolff in Berlijn, wiens leerling hij gedurende enige tijd was. Hij werkte daarna ook in Rome, Kopenhagen en uiteindelijk Parijs. Sinding onderging de invloed van de moderne Franse beeldhouwers als Auguste Rodin, Louis-Ernest Barrias en Paul Dubois, maar wist in Noorwegen het publiek niet voor zich te winnen, daar zijn stijl als té modern werd gezien.
Hij verhuisde naar Kopenhagen, waar hij beter kon werken en wel erkenning kreeg en nam in 1890 de Deense nationaliteit aan. De Deense beeldhouwkunst stond destijds nog sterk onder invloed van Bertel Thorvaldsen, wiens neoclassicistische werken als het ideaal werden gezien. Hij kreeg erkenning en ondersteuning van Carl Jacobsen, de eigenaar van de Ny Carlsberg-brouwerij. Carl Jacobsen kocht zijn beeld En barbarkvinde bærer sin dræbte søn bort fra slaget in 1883 voor zijn privé-beeldencollectie , de Glyptotek. Dit werd het latere museum Ny Carlsberg Glyptotek, waar zich de grootste verzameling werken van Sinding bevindt.
In 1910 verliet Sinding Kopenhagen en vertrok naar Parijs, waar hij tot zijn dood in 1922 zou blijven wonen en werken. Hij werd begraven op het Cimetière du Père-Lachaise.

## Werk (selectie)
- Fangen Moder (Grand Prix Wereldtentoonstelling 1889, Parijs)
- To mennesker (1889)
- Moder Jord (1900), zijn grootste werk dat zich bevindt in de Ny Carlsberg Glyptotek in Kopenhagen
- Ung kvinde med sin mands lig/Enken (1892)
- Walkure (1904) in het Churchill Park in Kopenhagen
- Fantaisie de la création (1911)
- La joie de vivre (1913)
- Idylle (1911-1912)
- L'angelus (1913)
- La nuit (1914)
- Le printemps (1918)
- L'offrande (1918)
- Monument aux morts danois (1921)

## Fotogalerij

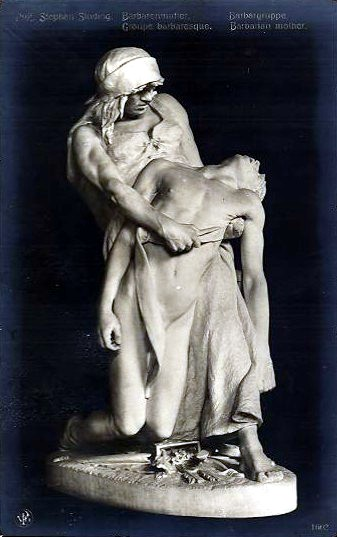
Barbarenmutter (1900), Ny Carlsberg Glyptotek
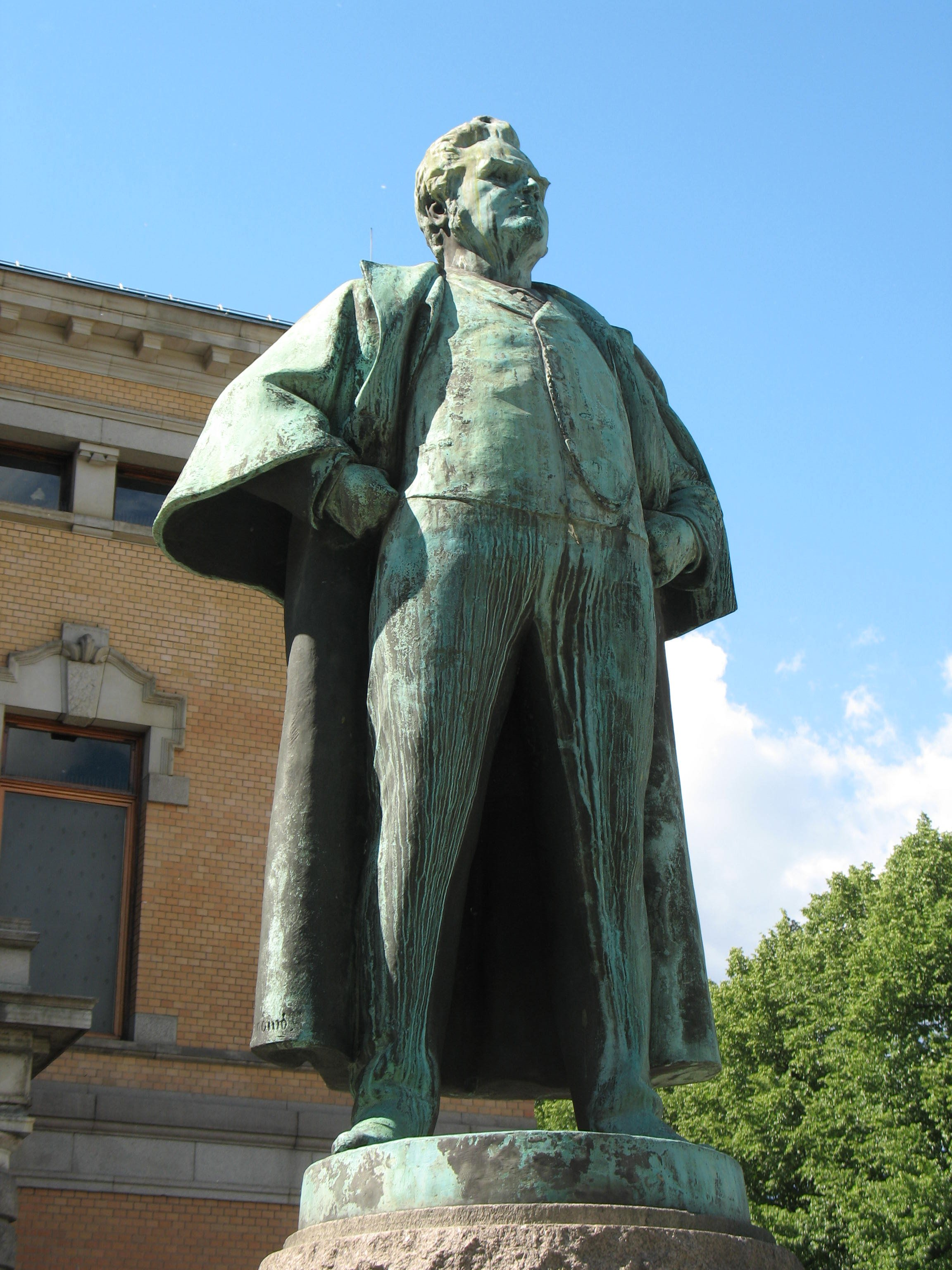
Bjørnstjerne Bjørnson (1899), Oslo
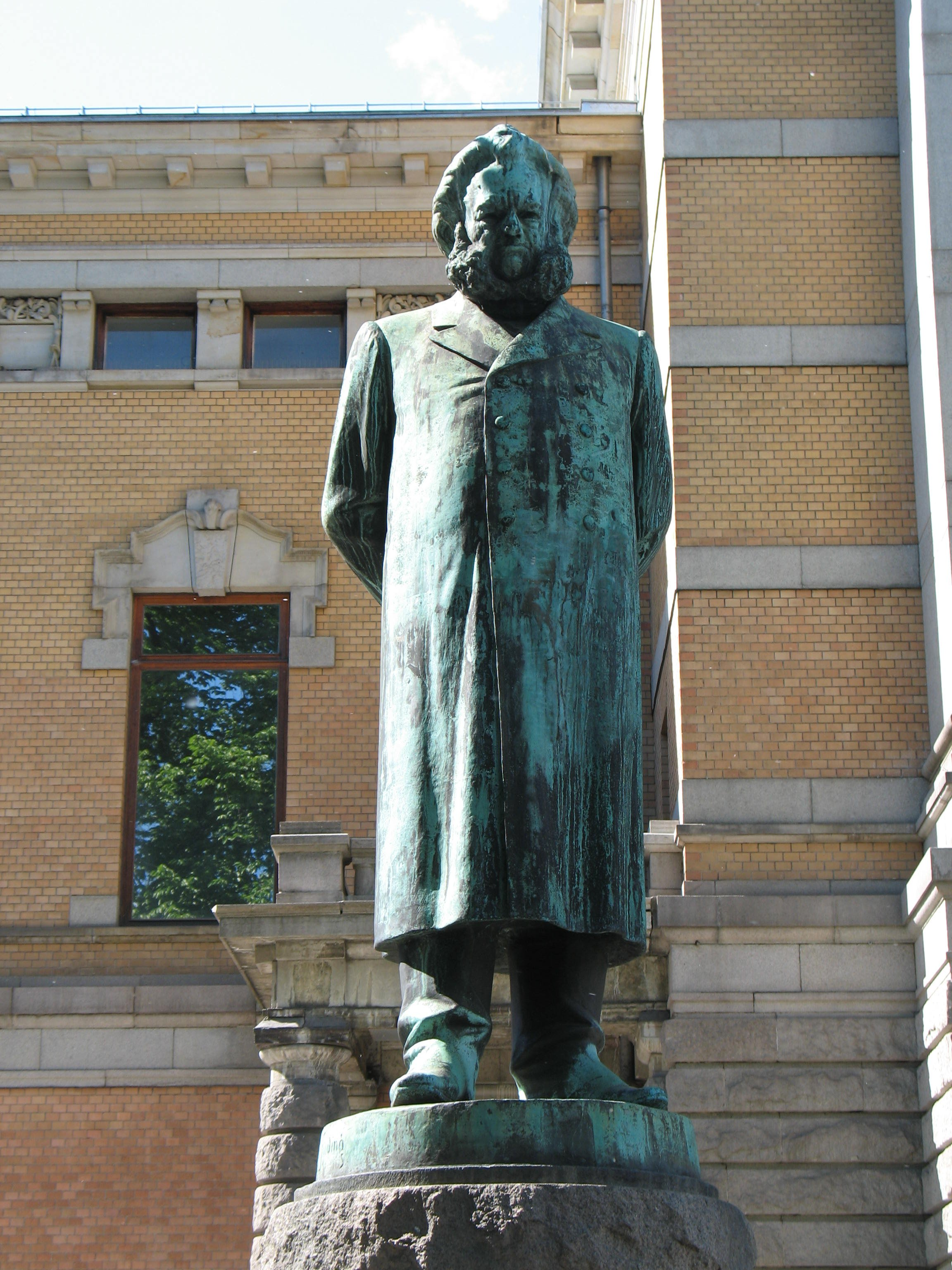
Henrik Ibsen (1899), Oslo
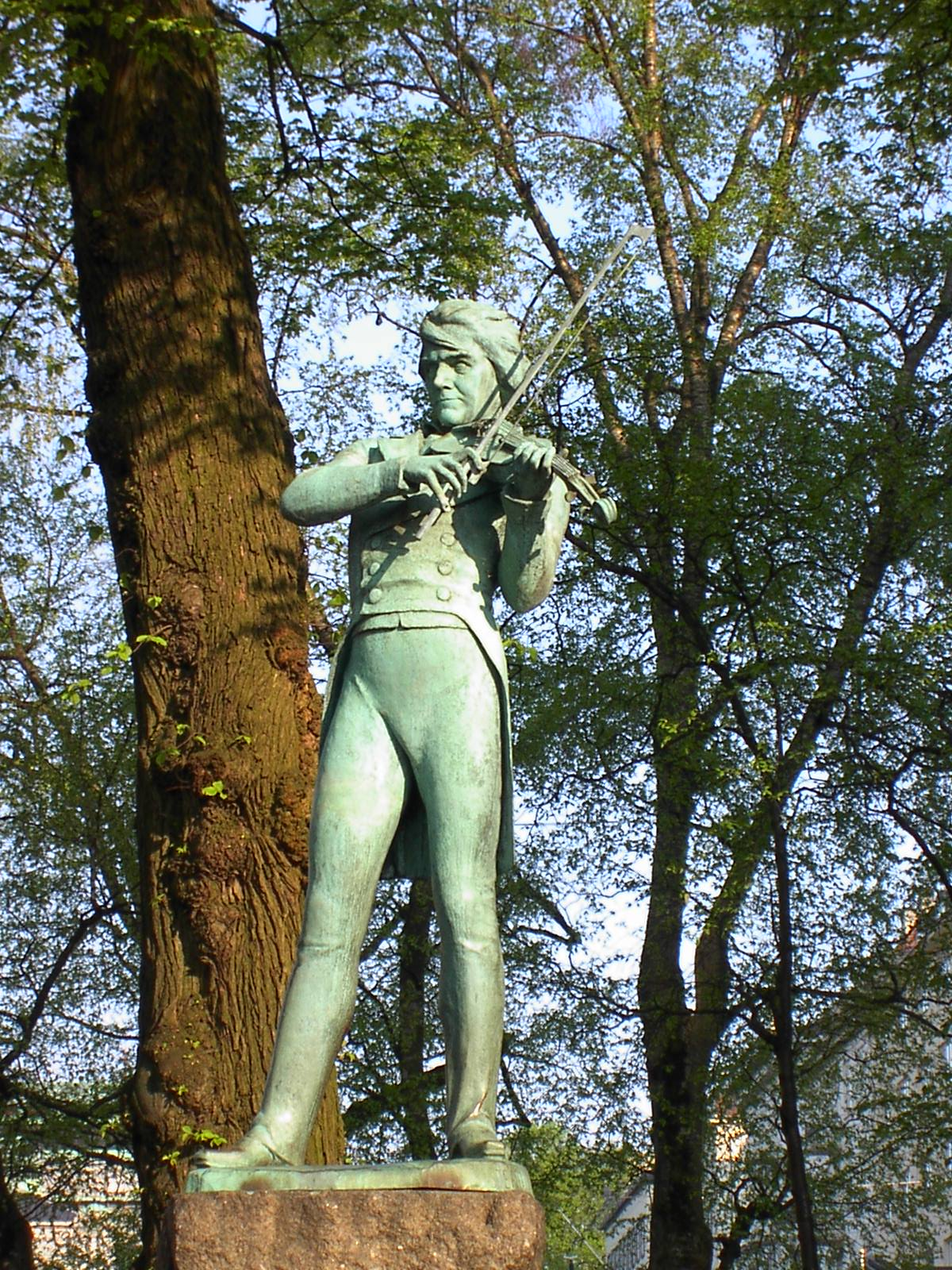
Ole Bull, Bergen
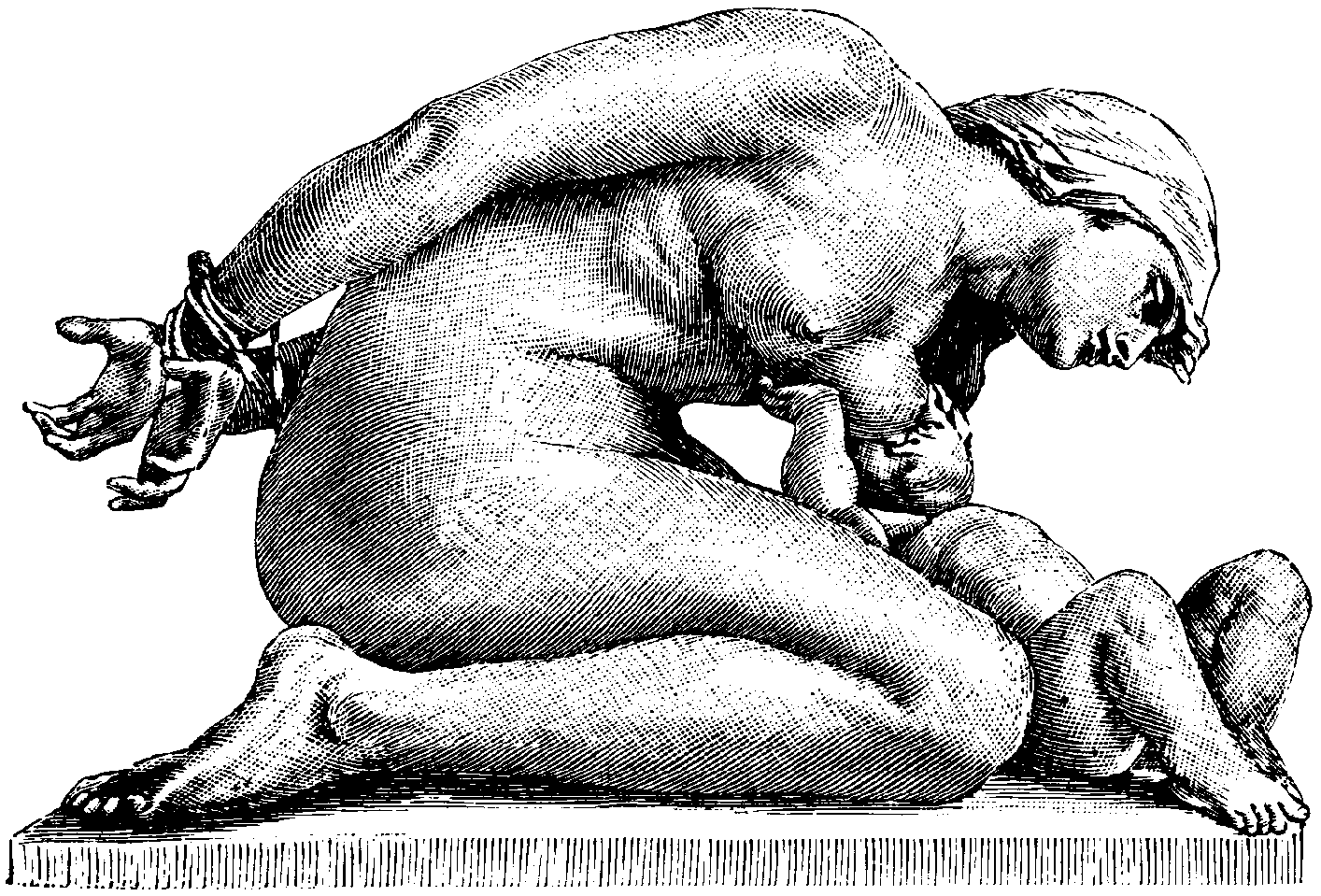
Pentekening door Einar Wullum naar Sindings 'Fangen Moder'